# 新的天地
《新的天地》是由舒楠作曲，文益作词的一首中华人民共和国主旋律歌曲。该歌曲于2017年10月1日发行，为中国中央电视台纪录片《辉煌中国》的主题曲，由孙楠演唱。
该歌曲旨在歌颂中共十八大以来以习近平为核心的中国共产党中央领导集体以及中国的大国风采。

## 创作
2017年，中国中央电视台拟拍摄纪录片《辉煌中国》，记录“中共十八大”以来中国社会的变迁。影片杀青后，导演找到作曲家舒楠，希望能通过纪录片传达出中国人的自信。舒楠接下任务后，曾前往深圳、上海实地考察，又联系了合作多年的歌手孙楠演唱歌曲。舒楠还特意选用了通俗唱法以贴合百姓，并采用“润物细无声的表现方式”描述中国社会的变化。两个月后，他向导演提供了两个不同的版本的歌曲以供选择。起先，剧组对第一版更为满意，但孙楠重新录制了之后，导演改选用第二版作为主题歌曲。
2017年10月1日，《新的天地》以单曲的形式发行。

## 演出场合
该歌曲曾在中国共产党党庆、中华人民共和国国庆等多个场合唱响。此外也有不少声乐比赛参赛者选用《新的天地》演唱。
- 2018年庆祝改革开放40周年文艺晚会[3]
- 2019年中央广播电视总台春节联欢晚会[3]
- 2019年庆祝中华人民共和国成立70周年大会[3]
- 2021年庆祝中国共产党成立100周年文艺演出《伟大征程》，以鼓乐歌舞的形式演出[4]
- 2021年庆祝中国共产党成立100周年大会，其中曲作者舒楠担任音乐总监[3]